# W księżycową jasną noc (film)
W księżycową jasną noc (oryg. A Midnight Clear) – film z 1992 roku w reżyserii Keitha Gordona, ekranizacja powieści Williama Whartona pod tym samym tytułem.
Film opowiada historię grupy amerykańskich żołnierzy, którzy podczas ofensywy w Ardenach w 1944 r. napotykają pluton Niemców wolących się poddać niż ginąć pod koniec wojny. Odizolowani od świata żołnierze spędzają razem święta Bożego Narodzenia, ale potem wraca brutalna wojenna rzeczywistość.

## Obsada
- Peter Berg - Bud Miller
- Kevin Dillon - Mel Avakian
- Arye Gross - Stan Shutzer
- Ethan Hawke - Will Knott
- Gary Sinise - Vance 'Matka' Wilkins
- Frank Whaley - Paul 'Ojciec' Mundy
- John C. McGinley - Major Griffin
- David Jensen - Sierżant Hunt
- Larry Joshua - Porucznik Ware